# Carl Haller von Hallerstein
Johann Carl Christoph Wilhelm Joachim Haller von Hallerstein (noto anche come Carl Haller von Hallerstein; Hiltpoltstein, 10 giugno 1774 – Ampelakia, 5 novembre 1817) è stato un architetto, archeologo e storico dell'arte tedesco.

## Biografia
Nato da una famiglia nobile bavarese, Carl era figlio del barone Karl Joachim Haller von Hallerstein e di sua moglie, Sophie Amalie von Imhof. Hallerstein studiò architettura alla Carlsakademie di Stoccarda e quindi alla Berliner Bauakademie, sotto la guida di David Gilly. Venne quindi impiegato dal 1806 come ispettore reale delle costruzioni di Norimberga.
Nel 1808 compì un viaggio a Roma per studiare le architetture della prima cristianità. Nel giugno del 1810 accompagnò Jakob Linkh (1786–1841), Peter Oluf Brøndsted (1780-1842), Otto Magnus von Stackelberg (1787–1837) e Georg Koës (1782-1811) ad Atene, passando per Napoli, Corfù e Corinto. Nel 1811 ad Atene incontrò gli architetti inglesi Charles Robert Cockerell e John Foster (1758-1827), coi quali compì degli studi sulle strutture architettoniche dell'antica Atene.
Nel 1811 assieme a Linkh ed a von Stackelberg scoprì il tempio di Afaia sull'isola di Egina; parte delle sculture ritrovate nel sito archeologico sono oggi conservate alla Gliptoteca di Monaco di Baviera. In quello stesso anno, von Hallerstein (assieme a Cockerell, Gropius, Linckh, Stackelberg, Bröndsted e Foster) scavò le rovine del tempio di Apollo a Bassae, i cui fregi vennero successivamente portati al British Museum da Cockerell. Successivamente compì ulteriori scavi archeologici a Itaca e presso le rovine del teatro di Milo.
Morì in Tessaglia nel 1817 dopo essersi ammalato di una misteriosa febbre. Venne temporaneamente sepolto sul sito e successivamente trasferito ad Atene.